# 毛斯空腔介
毛斯空腔介（学名：Ambostracon exmouthensis）为粗面介科空腔介屬下的一个种。